# Істрійська жупанія

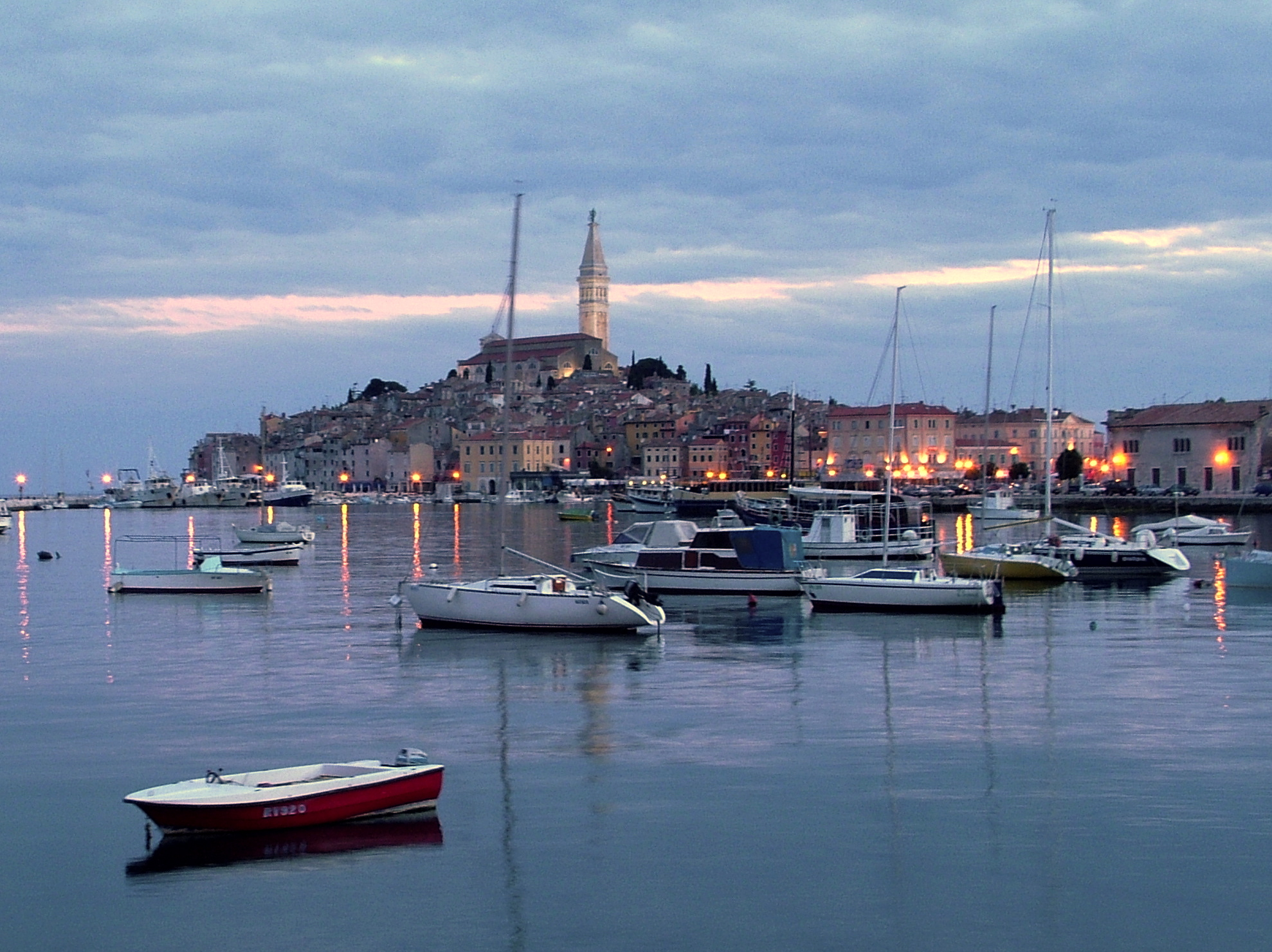
Захід сонця в м. Ровінь

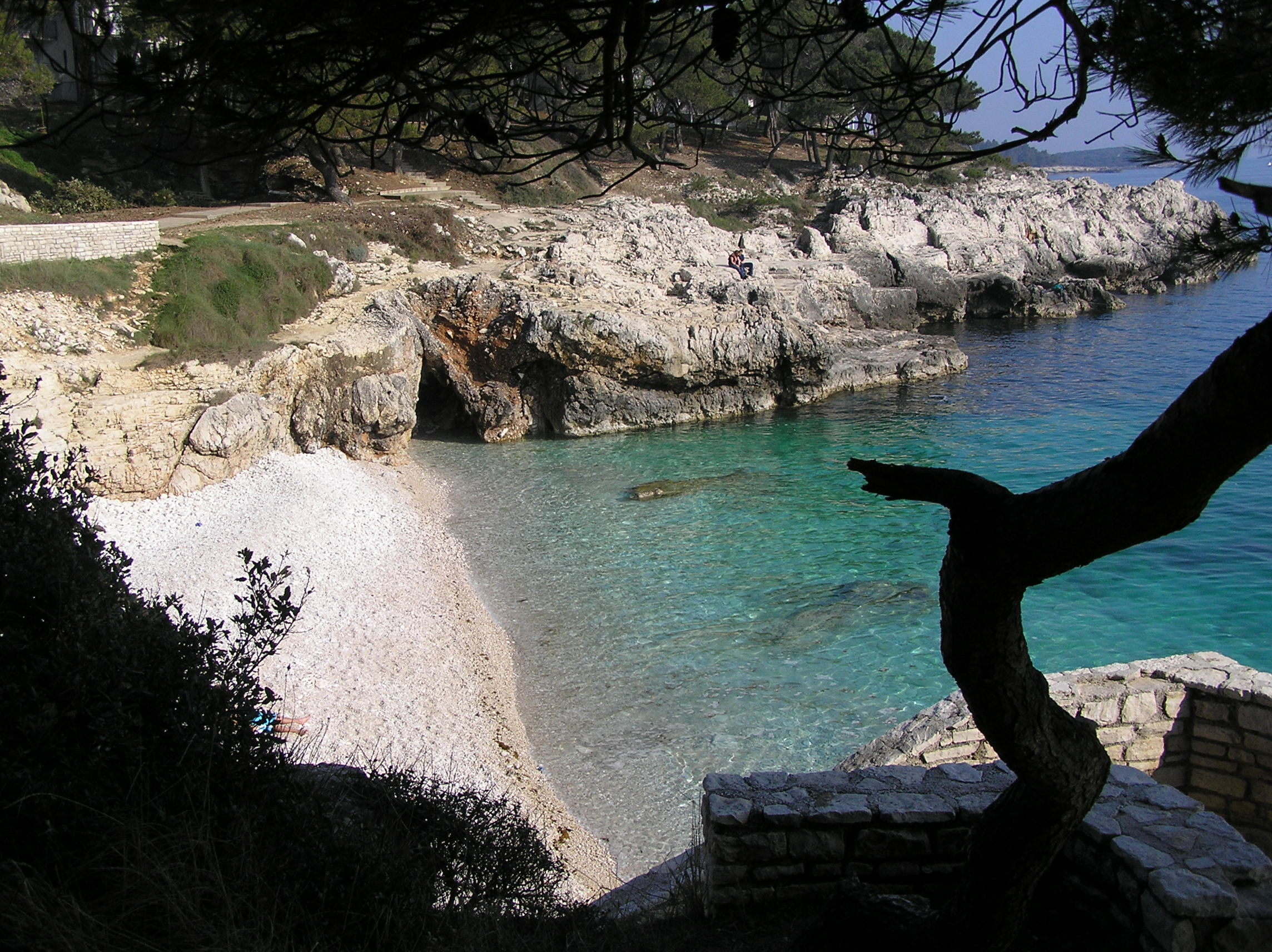
Пляжі Пули

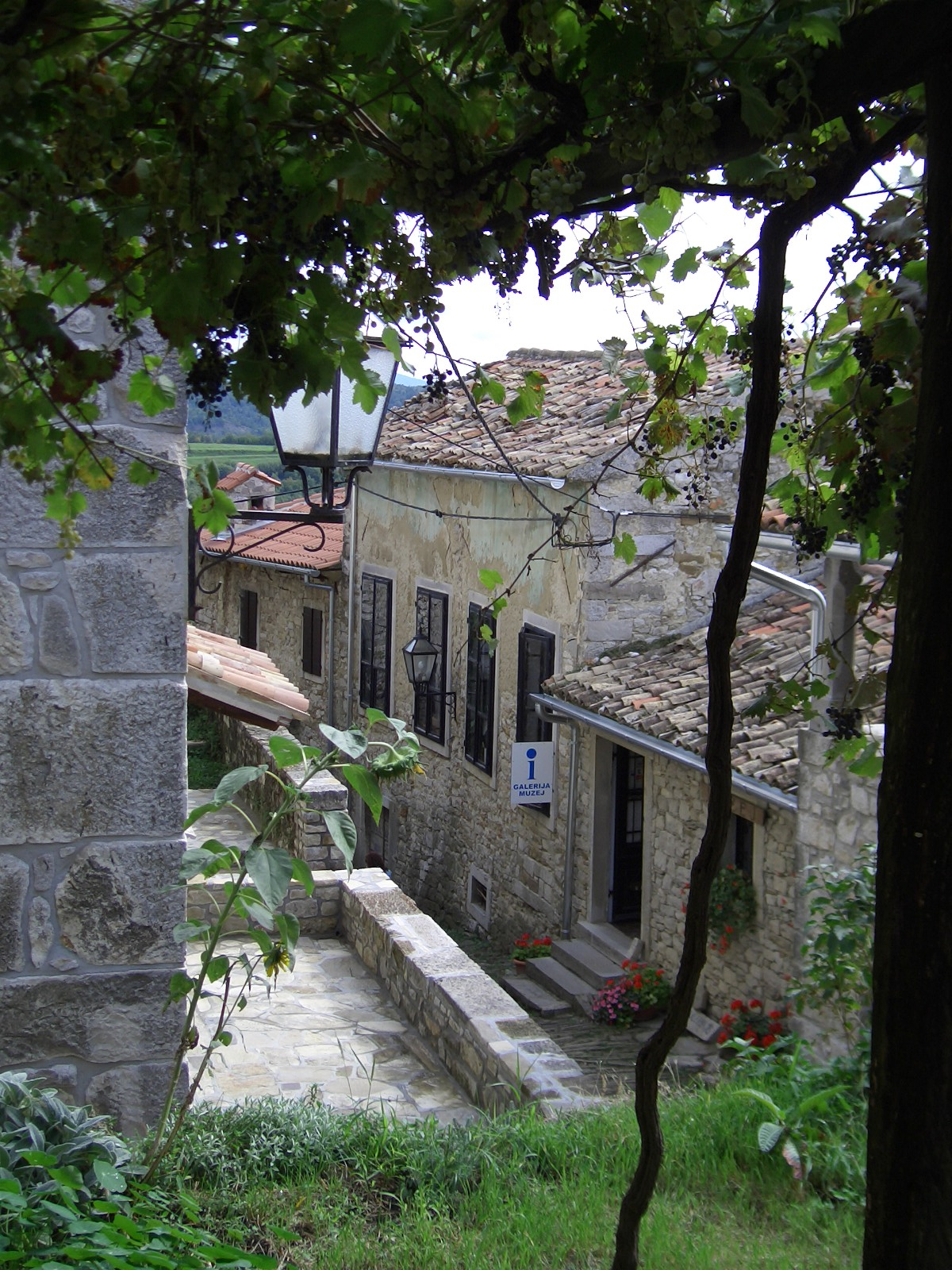
Вулиця м. Хум

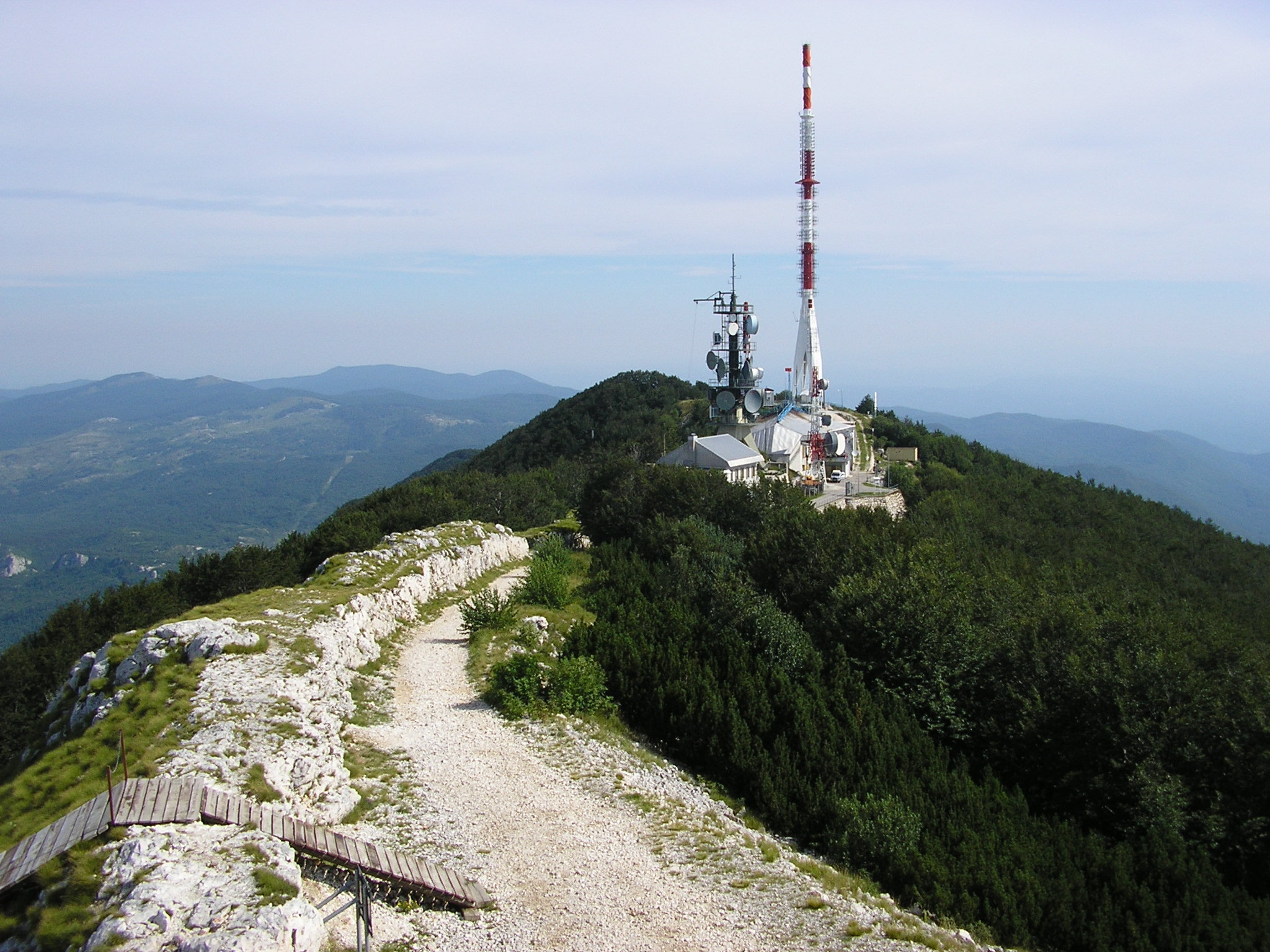
Вершина гори Учка

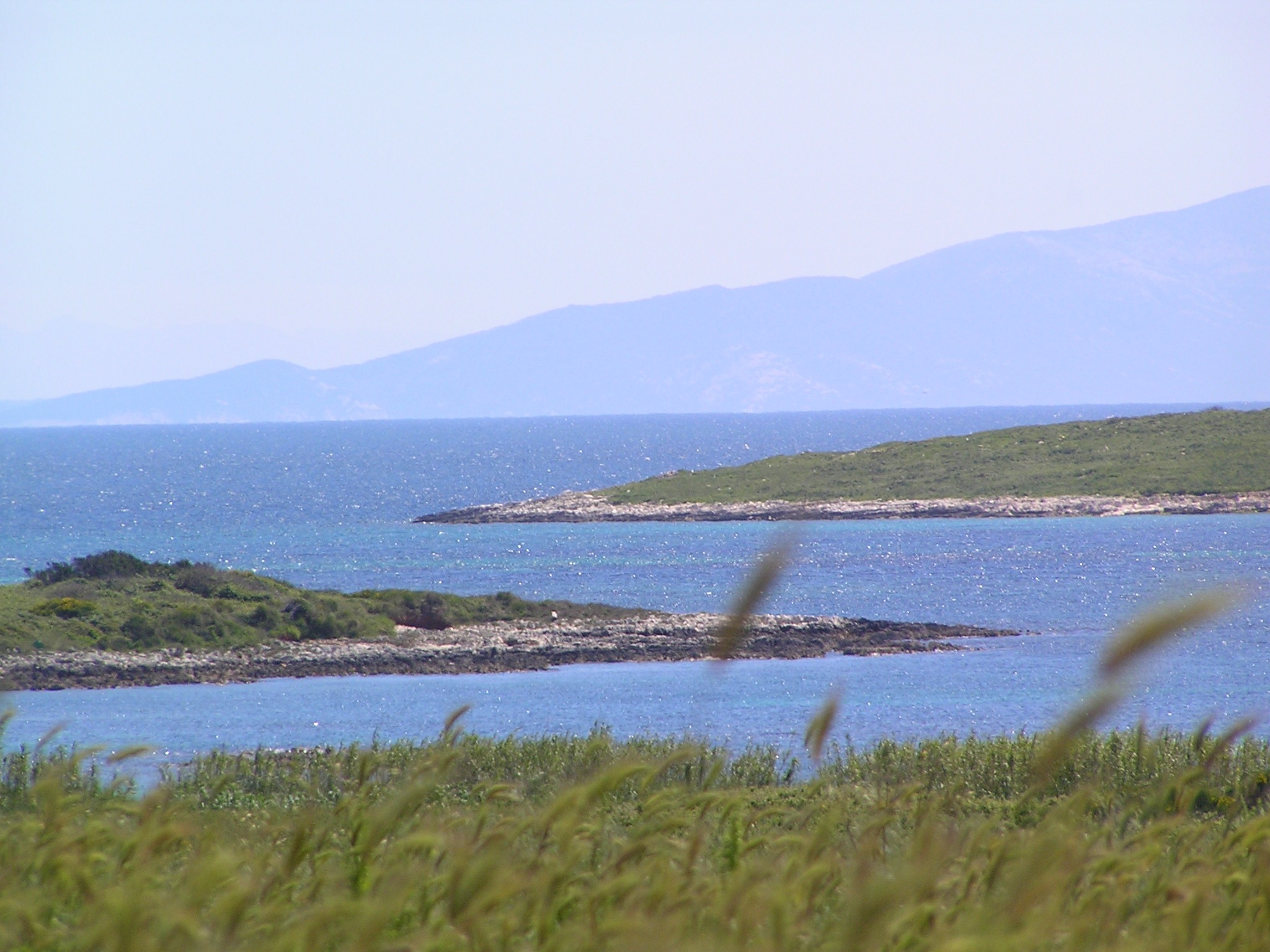
Узбережжя Істрії

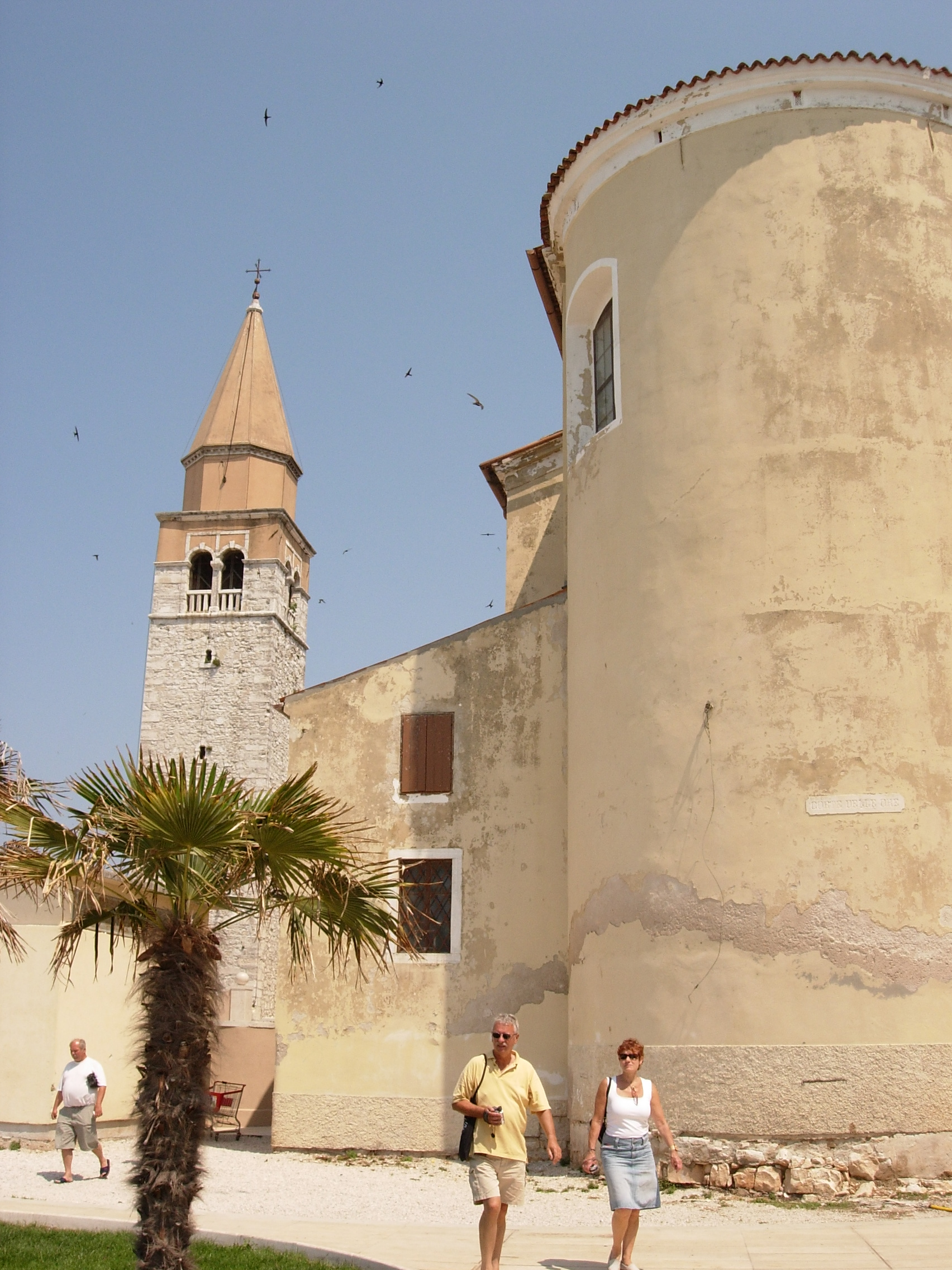
Умаґ

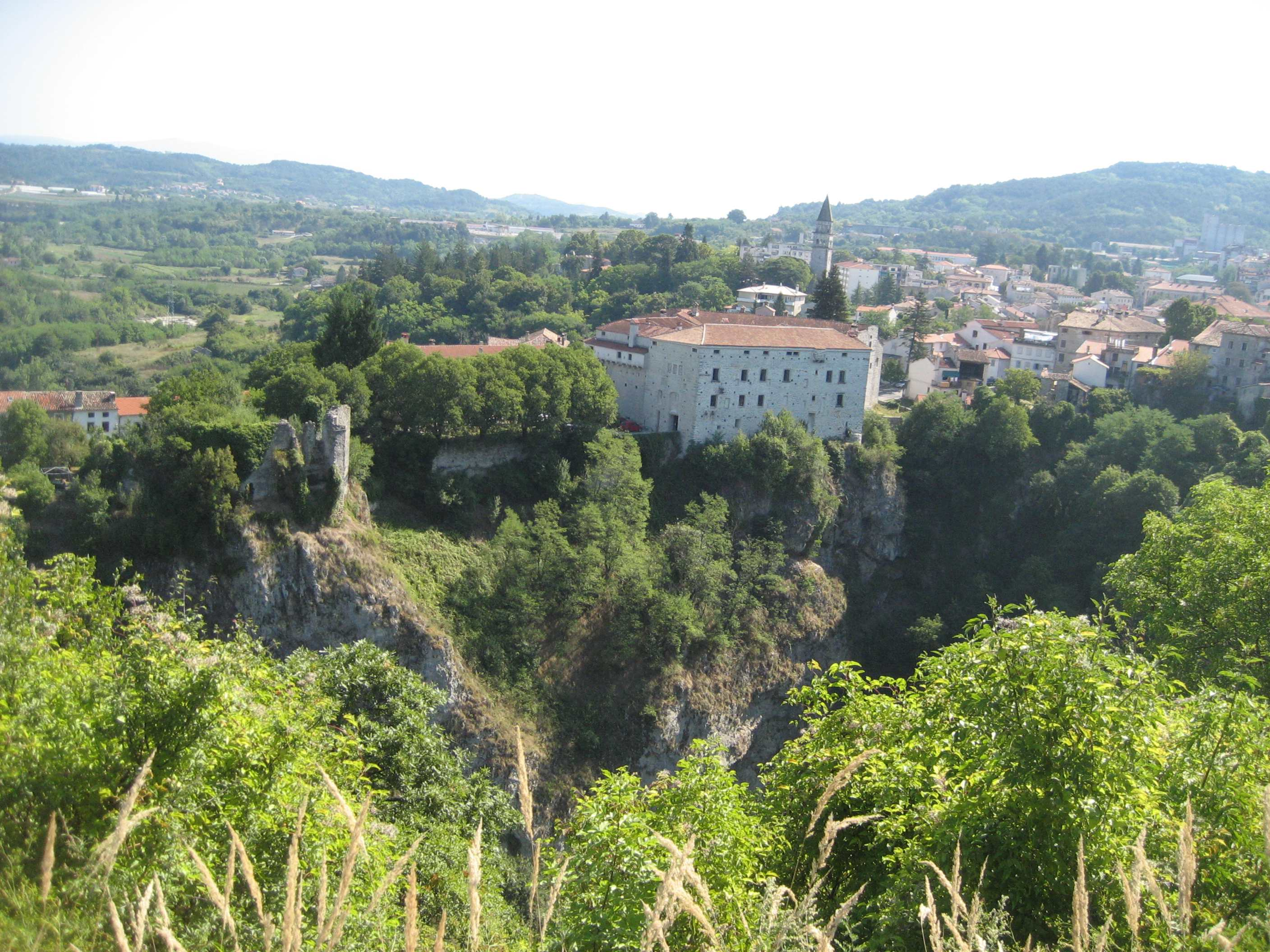
Пазин

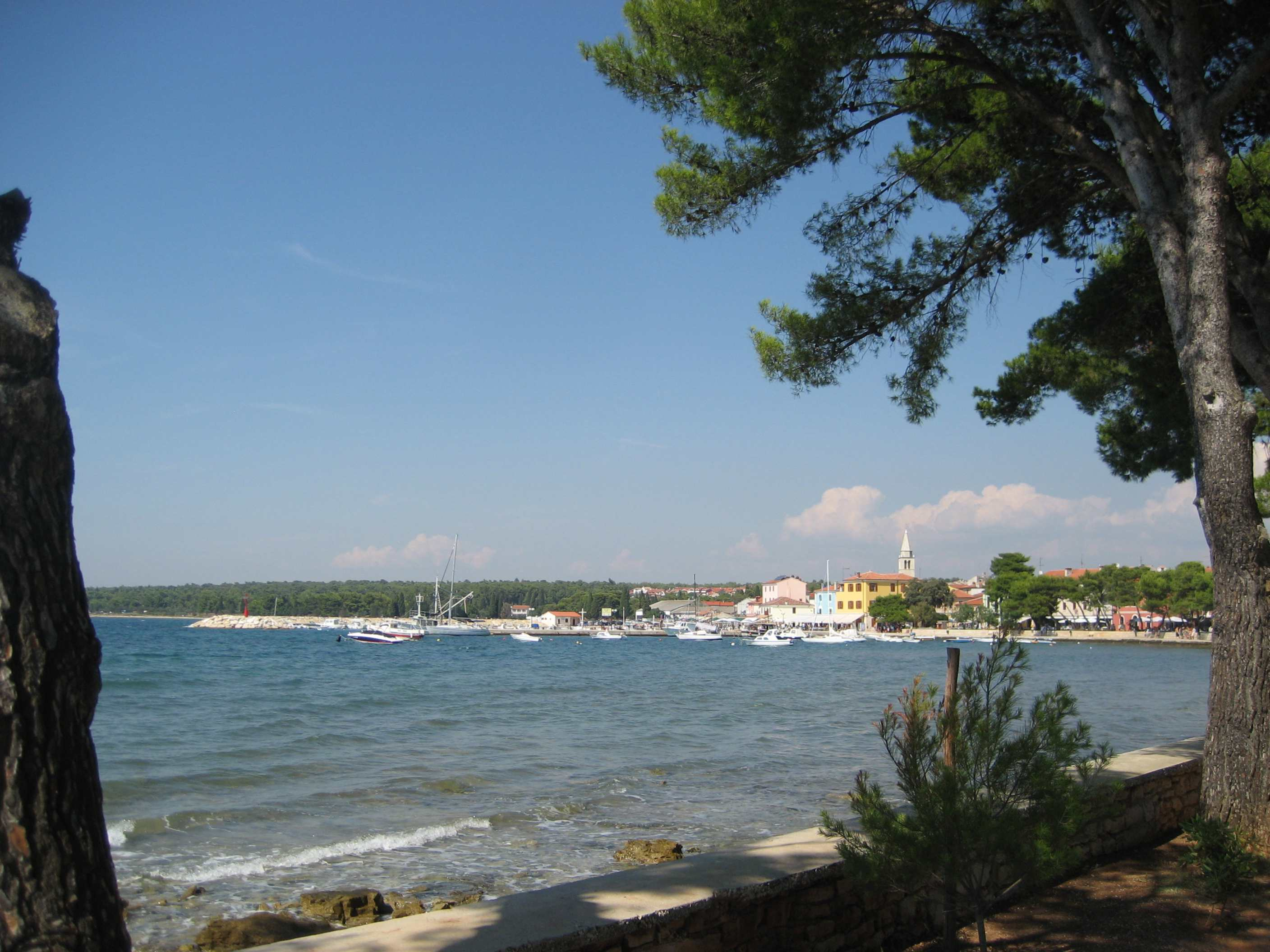
Фажана

І́стрійська жупа́нія (хорв. Istarska županija, італ. Regione Istriana) — жупанія на заході Хорватії. Охоплює більшість півострова Істрія на Адріатичному морі.

## Загальні відомості
Адміністративний центр і місцеперебування органу представницької влади жупанії (скупщини) — місто Пазин. Уряд жупанії знаходиться в місті Пула. Урочисті засідання скупщини жупанії проходять, як правило, у будівлі колишнього істрійського ландтагу в Поречі.
Офіційна мова — хорватська, у ряді населених пунктів (головним чином на узбережжі) офіційний статус має італійська. Дві рідкісні мови — істророманська та істрорумунська перебувають на межі вимирання.

## Географія
Жупанія Істрія розташована на півострові Істрія між Трієстською затокою і затокою Кварнер. Це найзахідніша частина Республіки Хорватія. На півночі жупанія межує зі Словенією, на північному сході — з Приморсько-Горанською жупанією.
Жупанія має берегову лінію 445 км, що становить разом з островами територію площею 539,9 км². Прибережні береги порослі кам'яним дубом і суничними деревами. Ліси, переважно дубові та соснові, покривають третину території жупанії. Вони, у поєднанні з морським повітрям, створюють особливий цілющий клімат півострова.
Найвища точка Істрії — гора Учка (1396 м).

## Клімат
На захищеній з півночі хребтами Альп території жупанії дуже м'який середземноморський клімат, гранична температура літа — 24ºС в серпні, гранична температура взимку — 5ºС у січні. Повітря вологе, особливо в приморських містах Пореч, Врсар, Ровінь, Пула та інших. Температура вища 10 °C тримається більш ніж 240 днів у році. Сильна спека (вище 30 °C) триває близько трьох тижнів.
Переважання вітрів: взимку — холодний північний бора, влітку — південний сіроко, який приносить дощ.

## Адміністративний поділ
Жупанію поділено на 10 міст і 31 громаду.
Міста:
- Бує
- Бузет
- Воднян
- Лабін
- Новіград
- Пазин
- Пореч
- Пула
- Ровінь
- Умаґ

Громади:
- Бале
- Барбан
- Бртонигла
- Церовлє
- Фажана
- Фунтана
- Ґрачище
- Ґрожнян
- Канфанар
- Каройба
- Каштелир-Лабинці
- Кршан
- Ланище
- Лижнян
- Лупоґлав
- Марчана
- Медулін
- Мотовун
- Опрталь
- Пічан
- Раша
- Света-Неделя
- Светий Ловреч
- Светий Петар-у-Шумі
- Светвинченат
- Тар-Вабрига
- Тинян
- Вишнян
- Вижинада
- Врсар
- Жминь

Найбільша міська агломерація Пула має населення 82 000 жителів. Інші великі міста — Пореч, Ровінь, Пазин, Лабін, Новіград, Умаґ, Бузет , Бує, Воднян. Близько 70,7% населення живе в містах.
Саме тут розташоване найменше місто у світі — Хум, з населенням 22 людини (три сім'ї), яке занесено до Книги рекордів Гінесса.

## Населення
На території жупанії проживає понад 250 000 жителів, що становить 4,65% населення країни. Згідно з переписом населення 2001 року переважну більшість населення становлять хорвати. В цілому, національний склад жупанії розподілився таким чином:
| нація     | чисельність | відсоток |
| --------- | ----------- | -------- |
| хорвати   | 148 328     | 71,88%   |
| італійці  | 14 284      | 6,92%    |
| серби     | 6 613       | 3,20%    |
| боснійці  | 3 077       | 1,49%    |
| албанці   | 2 032       | 0,98%    |
| словенці  | 2 020       | 0,98%    |
| істрійці* | 8 865       | 4,30%    |

* Форма етнічного самовизначення певної частини населення Істрії.

## Економіка
Рівнинні території жупанії використовуються під сільське господарство (вирощування зернових та овочів). Ближче до моря — виноградарство, вирощення олив та інжиру. Сільське господарство, виробництво екологічно чистої продукції та високоякісних вин є пріоритетом сільськогосподарського сектору Істрії.
Добре розвинені обробна промисловість, рибальство, виробництво будматеріалів (вапна, цементу, цегли й каменю), торгівля і транспорт.
Найрозвиненіші галузі промисловості: суднобудування (у 70-х роках суднобудівний завод «Уляник» випускав найбільші у світі кораблі, наприклад «Berge Adria»), металообробка, лісова і меблева промисловість, виробництво пластмас, автозапчастин, електроприладів та побутової техніки, текстильна і тютюнова промисловість.
За економічними показниками лідирують обробна промисловість, туризм і торгівля.

## Туризм
Півострів Істрія є одним з популярних туристичних регіонів Хорватії завдяки своїй багатій історії, безлічі пам'яток архітектури, найчистішому морю і прекрасним можливостям для відпочинку. Сприятливий клімат півострова, обумовлений поєднанням хвойних і листяних дерев, чудово підходить людям із захворюваннями дихальної системи.
Літній туристський сезон триває з травня по жовтень і приваблює в ці місця багато відпочивальників.
Економічний і туристичний центр — Пула, розташований на узбережжі. Основні приморські міста-курорти: Умаґ, Пореч, Ровінь, Пула, Медулін, Рабаць, Ловран, Новіград.
Найвідомішими материковими містами є Мотовун і Грожнян.
Пляжі здебільшого кам'яні, але зустрічаються і галькові, завдяки чому море тут прозоре і чисте. Особливої уваги заслуговує унікальна чистота істрійського узбережжя. З кожним роком кількість «блакитних прапорів» ЮНЕСКО, якими відзначаються найчистіші пляжі, збільшується.
За основу місцевої кухні правлять делікатеси з морепродуктів.

### Природні визначні пам'ятки
- Національний парк Бріуни, що складається з двох великих і дванадцятьох дрібних островів, тут зростає більш ніж 680 видів рослин.
- Природний парк Учка,
- Лімський канал
- Ліси біля Мотовуна
- Лісопарк Златні-Рт і Шіяна недалеко від Пули
- Природоохоронна територія мис Каменяк
- Орнітологічний заповідник Палуд
- Пазинська і Барединська карстові печери.